# ヴェルラム (駆逐艦・初代)

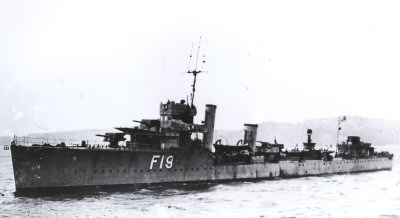
ヴェルラム(1918年)

ヴェルラム (HMS Verulam) はイギリス海軍の駆逐艦。アドミラルティV級。
1917年2月8日起工。1917年10月3日進水。1917年12月12日竣工。
1919年9月4日、フィンランド湾で哨戒中イギリス軍が敷設した機雷に触れ、爆沈。おそらく搭載魚雷や爆雷が誘爆したものと思われる。乗員16人が死亡した。